# Faches-Thumesnil
Faches-Thumesnil település Franciaországban, Nord megyében. Lakosainak száma 18 310 fő (2022. január 1.). Faches-Thumesnil Templemars, Vendeville, Wattignies, Lesquin, Lille és Ronchin községekkel határos.

## Népesség
A település népességének változása:
| Lakosok száma | 17 497 | 17 381 | 17 719 | 17 835 | 18 165 | 18 191 | 18 160 | 18 110 | 18 310 |
|               | 2013   | 2015   | 2016   | 2017   | 2018   | 2019   | 2020   | 2021   | 2022   |